# Bangou (Cameroun)
Pour les articles homonymes, voir Bangou.
Bangou est une commune du Cameroun située dans le département des  Hauts-Plateaux, ion de l'Ouest, en pays bamiléké.

## Population
Lors du recensement de 2005, la commune comptait 15 787 habitants, dont 2 794 pour Bangou Ville.

## Chefferies traditionnelles
L'arrondissement compte 42 chefferies de troisième degré.

## Structure administrative de la commune

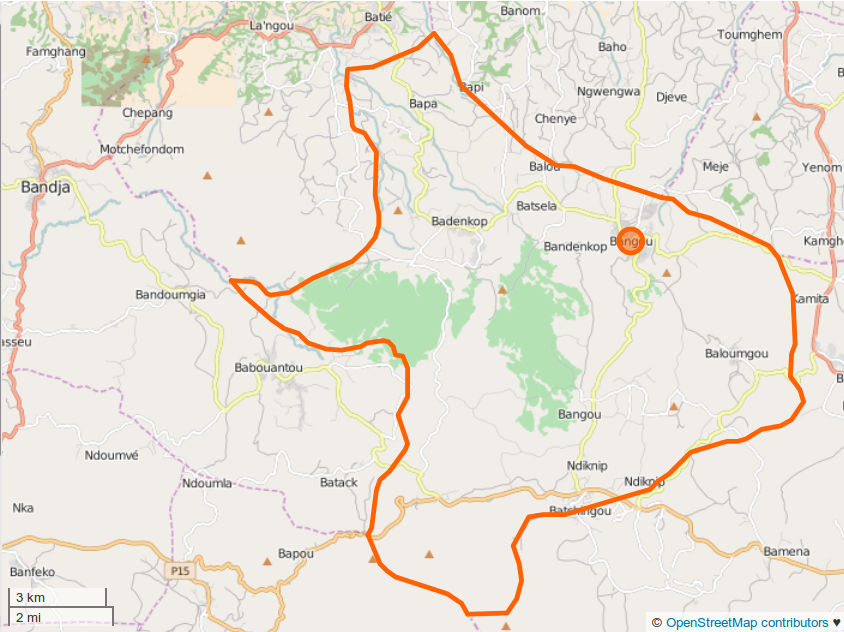

Outre Bangou proprement dit, la commune comprend les villages suivants :
- Ka'angweu
- Balangou
- Baloumgou
- Bandenkop
- Bantouo
- Bethe
- Demgueu
- Dengniep
- Dengou
- Dengpa
- Denkeng
- Djeugueu
- Djeuhouang
- Djeukong
- Djeukou
- Famlem
- Kem
- Lambo
- Mendjieu
- Ndengso
- Nkeunong
- Pakem
- Schela
- Top
- Tougong
- Touzo
- Tsela
- Tsemohia
- Zinzi

## Infrastructures

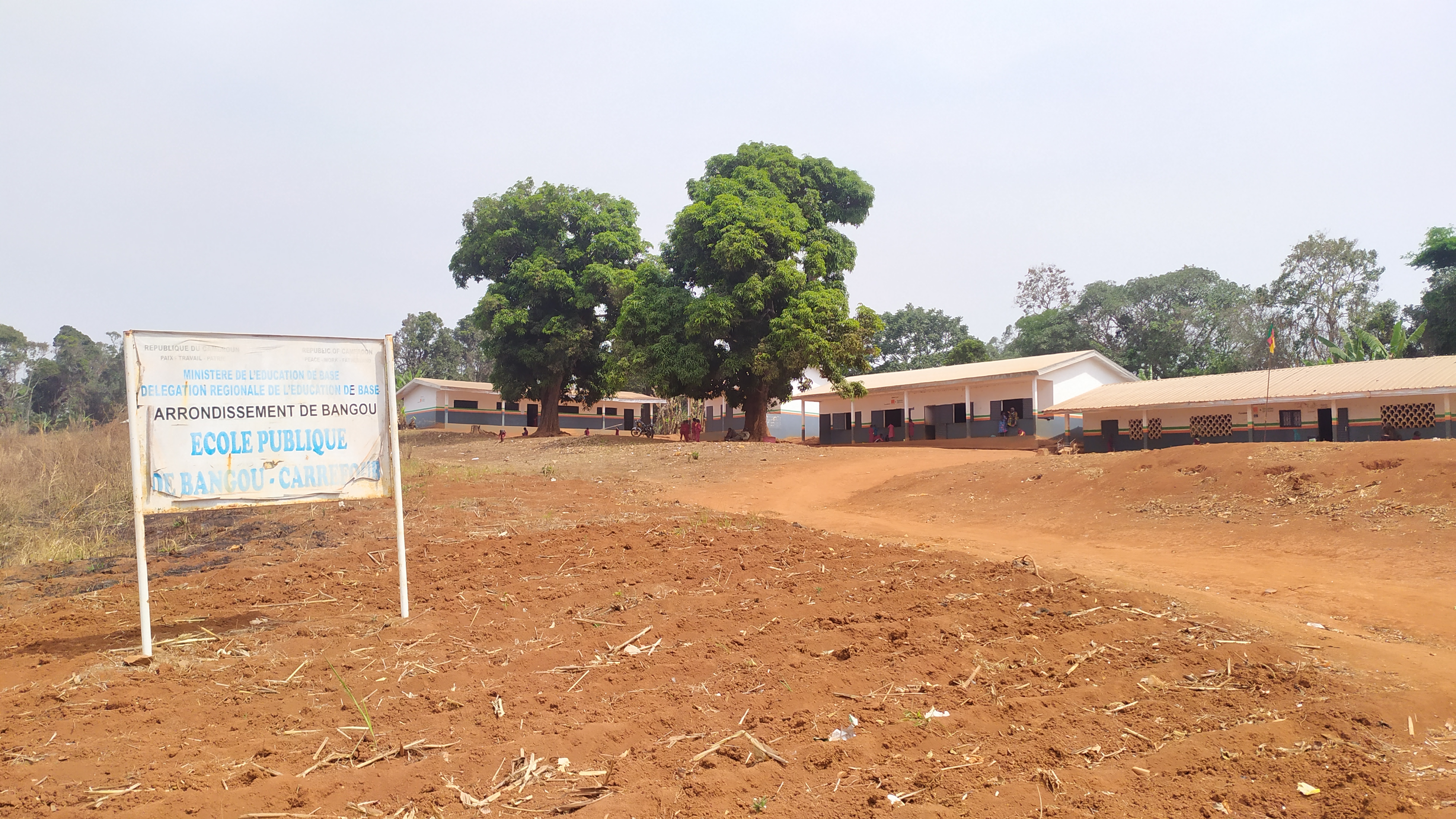
Ecole publique de Bangou Carrefour

Bangou possède deux écoles primaires publiques, un lycée d'enseignement général et un lycée d'enseignement technique.

## Partenariats
Un accord de coopération décentralisée a été signé avec la ville française de Gap en 2003.

## Initiatives de développement
L'homme d'affaires Francis Nana Djomou a construit un village de vacances sur 20 ha de terres dans la localité de Bangou. Cette structure de vacances comprend 80 bungalows grand luxe, des lacs artificiels, trois hectares consacrés à l’agriculture biologique, un jardin botanique, un zoo, une ferme pédagogique, des centres d’équitation, de remise en forme et de conférences, et des terrains de football, de basket et de tennis.

## Personnalités liées à Bangou
- Francis Nana Djomou, homme d'affaires
- Paul-Bernard Kemayou, résistant et homme politique
- Samuel Nana-Sinkam, économiste
- Djouhou Elva Ruphel, jeune entrepreneur et homme d’affaires
- Samuel Tanga Fouotsop, chef supérieur Balatchi interné dans le camp de Bangou avec sa cour et les 9 notables
- Ernest Mboutchouang, notable[5].